# Chimarra aiyura
Chimarra aiyura är en nattsländeart som beskrevs av Korboot 1965. Chimarra aiyura ingår i släktet Chimarra och familjen stengömmenattsländor. Inga underarter finns listade i Catalogue of Life.